# واين هال (لاعب هوكي الجليد)
واين هال هو لاعب هوكي الجليد كندي، ولد في 22 مايو 1939 في Melita, Manitoba ‏ في كندا.

## وصلات خارجية
- واين هال على موقع دوري الهوكي الوطني (الإنجليزية)
- واين هال على موقع EliteProspects.com (الإنجليزية)
- واين هال على موقع HockeyDB.com (الإنجليزية)
- واين هال على موقع Hockey-Reference.com (الإنجليزية)